# Société française de psychologie analytique
La Société française de psychologie analytique (SFPA) est une société de psychanalyse jungienne.
Basée à Paris, elle est la société française constitutive de l'Association internationale de psychologie analytique.
Elle forme et réunit les psychanalystes qui se réclament de l'œuvre du psychiatre suisse Carl Gustav Jung dans leurs pratiques cliniques et leurs approches théoriques. Elle garantit aussi le respect, par ses membres, de son code d'éthique.
Association à but non lucratif, elle a été fondée en avril 1969 par neuf membres de l'AIPA résidant en France, à l’initiative du Dr Roland Cahen qui en fut le premier président. En 2020, elle est présidée par Nathalie Dominguez, et ses effectifs sont d'environ 100 membres et 15 membres associés (en fin de formation).
En son sein, l'Institut CG-Jung est l'organe de formation de ses psychanalystes.